# 詹姆士·蒂利
詹姆士·亞歷山大·大衛·蒂利（英語：James Alexander David Tilley；1998年6月13日—），英格蘭職業足球選手，在場上的位置是前鋒。現效力於英乙球隊格林斯比镇。蒂利首次代表布萊頓出場是在2015年5月24日布萊頓對米德爾斯堡的比賽。他出生在一個足球家庭，哥哥也是一位足球運動員。